# Anastasija Prychod'ko
Anastasija Kostjantynivna Prychod'ko (in ucraino Анастасія Костянтинівна Приходько?; Kiev, 21 aprile 1987) è una cantante e politica ucraina.

## Biografia
È salita alla ribalta nel 2007, quando è stata dichiarata vincitrice della settima edizione di Star Factory.
Il 7 marzo 2009 si è aggiudicata la selezione per rappresentare la Russia all'Eurovision Song Contest 2009 alla quale ha partecipato con la canzone Mamo, brano bilingue cantato sia in russo che in ucraino.
Nell'ottobre 2018, dopo aver annunciato il suo ritiro dalla musica, ha rivelato di essersi iscritta al partito politico dell'Unione panucraina guidato da Yulia Tymoshenko e che avrebbe intrapreso una carriera politica. Dopo l'annuncio delle elezioni anticipate del luglio 2019,  ha confermato che si sarebbe candidata al parlamento come membro del partito Patria, candidandosi alle elezioni in una delle circoscrizioni elettorali ucraine. Alla fine si è trovata nell'undicesimo distretto elettorale di Vinnytsia ma non ha ottenuto un seggio in parlamento; si è classificata ottava con il 4,44% dei voti.